# Parabotia bimaculata
Parabotia bimaculata és una espècie de peix de la família dels cobítids i de l'ordre dels cipriniformes.

## Morfologia
Fa 120-140 mm de llargària màxima.

## Alimentació
En estat salvatge es nodreix d'insectes, de crustacis i, potser també, d'alevins.

## Hàbitat i distribució geogràfica
És un peix d'aigua dolça, demersal i de clima temperat, el qual viu a la Xina (com ara, Sichuan).

## Observacions
És inofensiu per als humans.